# Унруох III
Унруох III (Unruoch III, (H)unroch III; * 840 във Фриули; † сл. 1 юли 874) е от 863 до 874 г. маркграф на Фриули.

## Биография
Унруох е най-големият син на маркграф Еберхард от род Унруохинги и съпругата му Гизела, дъщеря на император Лудвиг Благочестиви (Каролинги) от втория му брак с Юдит (Велфи). Брат е на Беренгар I, който става през 915 г. император на Свещената Римска империя.
Той се жени за Ава от род Етихониди, дъщеря на Лиутфрид (доказан 876/902, illustris comes, 879 господар на Монца, граф в Зундгау, 884 игумен на Мюнстер-Гранфелден) и племенница на императрица Ирмингард (омъжена за император Лотар I). Двамата имат един син, Еберхард от Зюлхгау.
На престола го наследява брат му Беренгар I.